# Melanthia reducta
Melanthia reducta är en fjärilsart som beskrevs av Barend J. Lempke 1950. Melanthia reducta ingår i släktet Melanthia och familjen mätare. Inga underarter finns listade i Catalogue of Life.